# Juvenalia (Françaix)
Pour les articles homonymes, voir Juvenalia.
Juvenalia est une œuvre de Jean Françaix pour quatre voix mixtes et piano à quatre mains composée en 1947.

## Présentation
Juvenalia, sous-titré « scènes de la Rome antique », est composé pour quatre voix mixtes et piano à quatre mains par Jean Françaix au Mans, de janvier au 5 février 1947. Le livret est du compositeur, d'après la troisième des 16 Satires de Juvénal, Les Embarras de Rome. 
Pour Christian Goubault, le texte de Françaix est « aussi pétillant, désinvolte et insolent que sa musique ». 
La partition est créée en mars 1947 à Paris au Cercle Interallié, par les solistes vocaux Marie-Blanche de Polignac, Mme Kedroff, Hugues Cuénod et Doda Conrad, avec Jean Françaix et Nadia Boulanger au piano. 
Dans l'œuvre, le compositeur dépeint les « évolutions échevelées de quatre jeunes Romains délurés, entraînés dans la cohue vertigineuse des rues de l'Urbs [...] qu'ils maudissent, encore qu'ils en soient au fond très fiers. Pour échapper aux dangers de la circulation, ils décident de se réfugier dans la taverne de Noevolus [...]. Le vin d'Albe et la chaleur du mois d'août stimulent bientôt leurs médisances spirituelles. Ils esquissent des portraits à la façon de La Bruyère : trafiquant du marché noir, bavarde intarissable, sportive ridicule, poète tirant [...] le diable par la queue, enfin Grecs envahissants et subtils. Mais bientôt le refuge même de la taverne ne suffit plus à calmer l'amertume de nos jeunes Romains, qui décident dans un enthousiasme délirant d'aller respirer l'air libérateur des bords de la Méditerranée ».  
Musicalement, l'accompagnement du piano souligne les traits et portraits du texte. 
Juvenalia, d'une durée moyenne de dix-huit minutes environ, est publié par Eschig en 1971.  